# آندرس رفن
آندرس رفن (انگلیسی: Anders Refn؛ زادهٔ ۸ آوریل ۱۹۴۴) کارگردان فیلم، و تدوین‌گر اهل دانمارک است. وی از سال ۱۹۶۶ میلادی تاکنون مشغول فعالیت بوده‌است.